# Ur Jordens Djup
Ur Jordens Djup (dt. Aus den Tiefen der Erde) ist ein Album der finnischen Metal-Band Finntroll aus dem Jahr 2007.

## Aufnahme und Veröffentlichung
Nachdem Anfang 2006 der des Schwedischen nicht mächtige Sänger Wilska aus der Band ausgeschieden war, wurde mit Mathias „Vreth“ Lillmåns, einem Bekannten des ersten Sängers Katla, wieder ein Finnlandschwede als Sänger gefunden.
Am 24. September 2006 begannen die Aufnahmen für das neue Album in den Sonic Pump Studios in Helsinki. Während die Musik von den aktuellen Bandmitgliedern Tundra und Trollhorn geschrieben wurde, stammen die schwedischen Texte vom Gründungsmitglied Katla.
Das Album wurde am 30. März 2007 als reguläre CD und als limitierte Digipack-CD plus Bonus-DVD veröffentlicht. Das Artwork wurde wie schon auf den vorherigen Alben von Gitarrist Skrymer entworfen.

## Stil
Die Texte beschäftigen sich typisch für Finntroll mit Trollgeschichten. Auf eine weitere Geschichte über die christlichen Mönche „Åmund“ und „Kettil“, deren Schicksal man auf den bisherigen Studioalben immer ein Lied gewidmet hatte, wurde auf den ersten Blick verzichtet. Nach dem instrumentalen Kvällning ist etwa neun Minuten Stille, bevor ein Hidden Track in Form eines kurzen Folkstückes zu hören ist. Dieses Stück jedoch wird auf der Finntroll-Homepage als „Trollvisan“ bezeichnet; es ist also die Fortsetzung der „Åmund und Kettil“-Serie.

## Titelliste
1. Gryning – 3:31 – Morgendämmerung
2. Sång – 4:40 – Lied
3. Korpens Saga – 3:26 – Des Raben Sage
4. Nedgång – 3:44 – Niedergang
5. Ur Djupet – 4:59 – Aus der Tiefe
6. Slagbröder – 4:31 – Kriegsbrüder
7. En Mäktig Här – 4:19 – Ein mächtiges Heer
8. Ormhäxan – 4:39 – Die Schlangenhexe
9. Maktens Spira – 3:28 –  Zepter der Macht
10. Under Två Runor – 5:36 – Unter zwei Runen
11. Kvällning – 13:02 – Abenddämmerung

## Bonus-DVD
1. Nattfödd (Live at Wacken Open Air)
2. Det Iskalla Trollblodet (Live at Wacken Open Air)